# Lorraine TGV
Lorraine TGV – dworzec kolejowy położony na 281,3 km linii LGV Est européenne, w Louvigny, 27 km od Metz i 30 km od Nancy, w regionie Grand Est, we Francji. Znajdują się tu 2 perony. Stacja została otwarta 10 czerwca 2007.

## Połączenia
Dworzec jest obecnie obsługiwany przez 11 par pociągów TGV/ICE w tym jedna para pociągów międzynarodowych relacji Paris-Est – Saarbrücken/Frankfurt nad Menem.
- Paris-Est (czas przejazdu 1.15 h): 2 połączenia dziennie.
- Strasburg (1.10 h): 9 połączeń dziennie.
- Aéroport Charles-de-Gaulle 2 TGV (1.10 h) – Lille Europe (2.05 h): 3 połączenia dziennie.
- Marne-la-Vallée – Chessy (1.10 h) – Massy TGV (1.45 h): 6 połączeń dziennie i dalej do:
  - Bordeaux (5.10 h): 3 połączenia dziennie,
  - Nantes (3.55 h): 2 połączenia dziennie,
  - Rennes (3.55 h): 1 połączenie dziennie.
- Luksemburg (1.20 h, połączenie autobusowe): 8 połączeń dziennie.

## Dojazd
Dworzec jest położony na terenie gminy Louvigny, pomiędzy miastami Metz i Nancy. Dojazd jest możliwy wyłącznie transportem drogowym. Dworzec posiada 800 miejsc parkingowych, postój taksówek. W pobliżu znajduje się regionalny port lotniczy Metz-Nancy-Lorraine; dworzec lotniczy i dworzec kolejowy są połączone wspólną komunikacją autobusową z miastami Metz (czas podróży 30 min) oraz Nancy (35 min).

## Frekwencja
Dworzec obsłużył w ciągu roku od otwarcia LGV Est 300.000 podróżnych. Jest to dwukrotnie mniej niż zakładano.